# Марино Село
45°29′ пн. ш. 16°58′ сх. д. / 45.49° пн. ш. 16.96° сх. д.
Марино Село (хорв. Marino Selo) — населений пункт у Хорватії, у Пожезько-Славонській жупанії у складі міста Липик.

## Населення
Населення за даними перепису 2011 року становило 312 осіб.
Динаміка чисельності населення поселення:

## Клімат
Середня річна температура становить 11,26 °C, середня максимальна – 25,68 °C, а середня мінімальна – -5,54 °C. Середня річна кількість опадів – 893 мм.
| Клімат поселення                              | Клімат поселення | Клімат поселення | Клімат поселення | Клімат поселення | Клімат поселення | Клімат поселення | Клімат поселення | Клімат поселення | Клімат поселення | Клімат поселення | Клімат поселення | Клімат поселення | Клімат поселення |
| Показник                                      | Січ.             | Лют.             | Бер.             | Квіт.            | Трав.            | Черв.            | Лип.             | Серп.            | Вер.             | Жовт.            | Лист.            | Груд.            |                  |
| Середній максимум, °C                         | 6,38             | 8,55             | 13,05            | 17,30            | 22,26            | 25,68            | 25,08            | 24,32            | 20,49            | 15,48            | 10,00            | 5,27             |                  |
| Середня температура, °C                       | 0,41             | 2,60             | 7,08             | 11,34            | 16,30            | 19,72            | 21,27            | 20,49            | 16,66            | 11,66            | 6,20             | 1,44             |                  |
| Середній мінімум, °C                          | −5,54            | −3,39            | 1,12             | 5,38             | 10,34            | 13,76            | 17,44            | 16,67            | 12,84            | 7,84             | 2,35             | −2,38            |                  |
| Норма опадів, мм                              | 56               | 51               | 60               | 73               | 79               | 95               | 82               | 87               | 76               | 80               | 86               | 68               |                  |
| Середньомісячна швидкість вітру, м/с          | 1.80             | 2.08             | 2.40             | 2.30             | 2.10             | 1.97             | 1.90             | 1.70             | 1.73             | 1.80             | 1.82             | 1.88             |                  |
| Середньомісячна сонячна радіація, кДж/м²·день | 4264             | 7017             | 10905            | 15333            | 19681            | 21712            | 22631            | 19815            | 14787            | 9085             | 4792             | 3497             |                  |
| --------------------------------------------- | ---------------- | ---------------- | ---------------- | ---------------- | ---------------- | ---------------- | ---------------- | ---------------- | ---------------- | ---------------- | ---------------- | ---------------- | ---------------- |
| Джерело:                                      |                  |                  |                  |                  |                  |                  |                  |                  |                  |                  |                  |                  |                  |